# Лехкосуо, Мика
Мика Лехкосуо (фин. Mika Lehkosuo; 8 января 1970, Хельсинки) — финский футболист, полузащитник. Впоследствии тренер.

## Карьера

### Клубная
Карьеру игрока Мика Лехкосуо начал в Вантаа в составе местного клуба «ВанПа». В 1993 году перешёл в столичный ХИК, за который выступал на протяжении почти всей карьеры. Дважды руководство клуба отправляло его в аренду — в финский «Яро» и в итальянскую «Перуджу», за которую финн провёл всего 11 встреч и вернулся обратно в Финляндию.
В 1998 году ХИК сенсационно вышел в 1998 году в групповой этап Лиги чемпионов. Мика Лехкосуо был основным игроком и пенальтистом той команды. В групповом раунде он реализовал два пенальти: в играх с «Бенфикой» и ПСВ.
В 2000 году Лехкосуо повредил связки колена. После выздоровления последствия травмы не позволили ему вернуться на прежний уровень и в 2002 году он завершил карьеру, став в заключительном сезоне чемпионом Финляндии.
За время выступления в составе клуба ХИК выигрывал следующий турниры:
- Чемпионат Финляндии: 1997, 2002
- Кубок Финляндии: 1996, 1998, 2000
- Кубок лиги Финляндии: 1994, 1996, 1997, 1998

### Международная
В период с 1997 по 2000 год Мика Лехкосуо вызывался в сборную Финляндии. В её составе он провёл 17 матчей и один раз отметился забитым голом (в августе 1999 года он поразил ворота бельгийцев в товарищеском матче).

### Тренерская
После вынужденного завершения карьеры игрока Мика Лехкосуо стал тренером и возглавил молодёжную команду своей родной команды ХИК.
В 2005 году стал помощником главного тренера клуба «Хонка» Вилле Люттекяйнена, а после его увольнения возглавил команду и был её главным тренером 9 лет. Под его руководством «Хонка» не только поднялась в высший дивизион, но и заняла в нём второе место в сезоне 2008. В 2007 и 2008 годах со своим клубом Лехкосуо становился финалистом Кубка Финляндии, а в 2012 году выиграл его.
В 2014 году Мика Лехкосуо вернулся в ХИК, став его главным тренером. В первом же сезоне под его руководством ХИК выиграл золотые медали чемпионата Финляндии.